# Mary Hegeler Carus
Mary Hegeler Carus (* 10. Januar 1861 in La Salle, Illinois; † 27. Juni 1936 ebenda; ursprünglich: Marie Hermine Henriette Hegeler) war eine US-amerikanische Ingenieurin und Unternehmerin.

## Leben

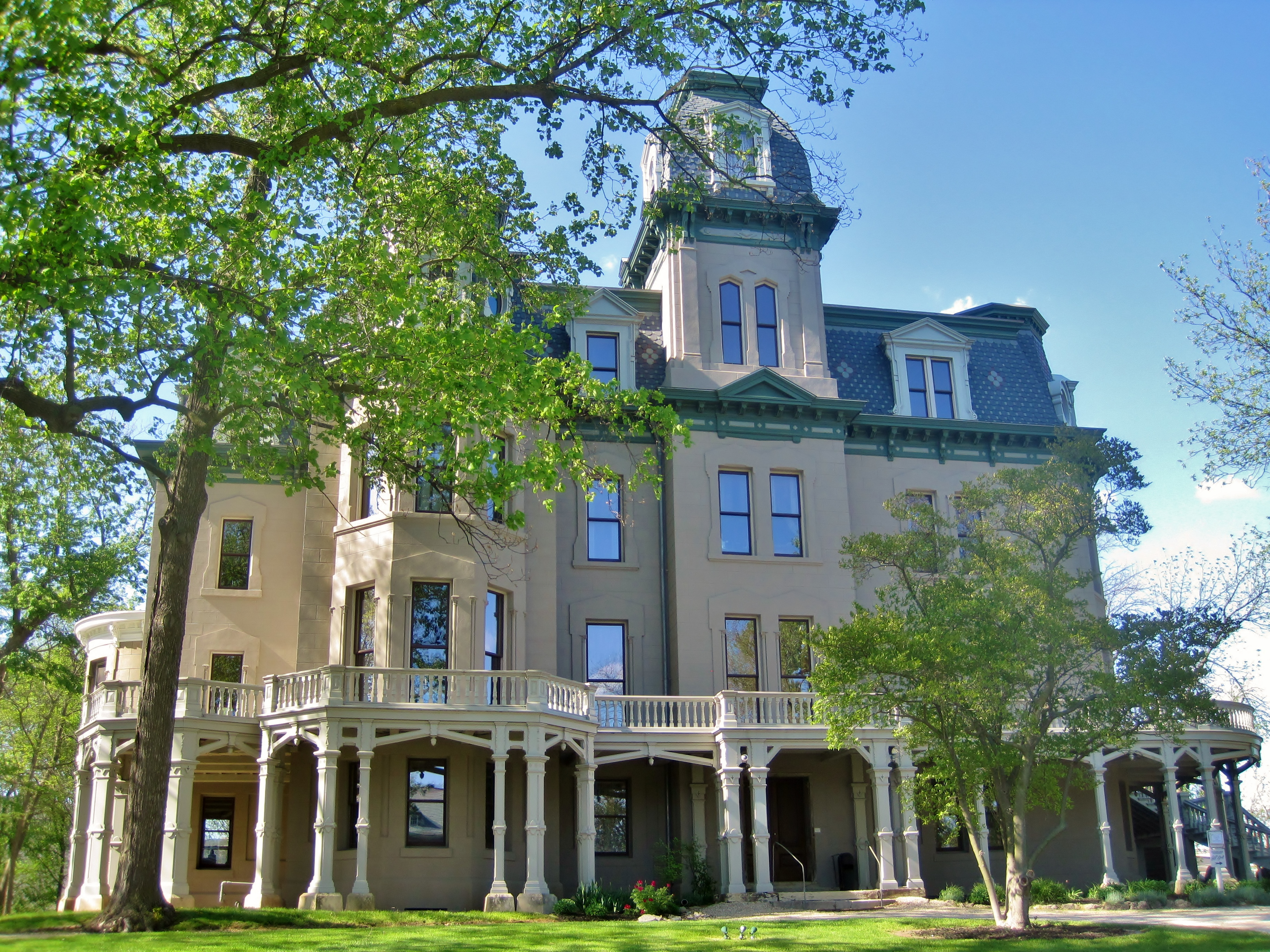
Hegeler-Carus Mansion, Villa der Familie und Sitz des Verlages The Open Court

Mary Hegeler kam als erstes von insgesamt zehn Kindern deutscher Einwanderer in La Salle, Illinois zur Welt. Ihr Vater, Edward Carl Hegeler (1835–1910), hatte mit seinem Studienfreund Frederick William Matthiessen in La Salle die Matthiessen-Hegeler Zinc Company aufgebaut, ihre Mutter, Camilla Weisbach Hegeler (1835–1908), war die Tochter des Freiberger Professors Julius Weisbach (1806–1871). Beide lernten sich während Hegelers Studium an der Bergakademie Freiberg kennen, und 1860 heirateten sie.
Schon in ihrer Kindheit interessierte Mary Hegeler sich für die Zinkhütte ihres Vaters und die Vorgänge in den Schmelzöfen. Im Alter von 16 Jahren begann sie, in der Firma mitzuarbeiten. Sie studierte an der University of Michigan und war 1882 die erste Frau, die an dieser Universität den Bachelor-Abschluss in einer ingenieurwissenschaftlichen Fachrichtung ablegte.
Im Februar 1885 bewarb sie sich um ein Studium an der Bergakademie Freiberg. Ein Empfehlungsschreiben ihres Cousins Clemens Winkler sorgte dafür, dass ihr Antrag bewilligt und sie als erste Frau rechtmäßig immatrikuliert wurde. Von April 1885 bis Ostern 1886 studierte Mary Hegeler in Freiberg. Obwohl ihre Leistungen sehr gut waren, durfte sie keinen akademischen Abschluss erwerben, da sie eine Frau war.
Im Sommer 1886 kehrte sie nach La Salle zurück. Im Alter von nur 25 Jahren wurde sie Teil der Geschäftsführung der Firma ihres Vaters, die mittlerweile zwischen 700 und 800 Leute beschäftigte. Edward Carl Hegeler widmete sich zunehmend seinem Interesse für Religion und Philosophie und gründete die Open Court Publishing Company, einen Verlag für ebendiese Themen. Er startete 1887 die Zeitschrift The Open Court und 1890 The Monist. Chefredakteur wurde der Philosoph Paul Carus, der Mary Hegeler 1888 heiratete.
Zwischen 1889 und 1901 brachte Mary Hegeler Carus sieben Kinder auf die Welt; der erstgeborene Sohn starb bei seiner Geburt. 1903 wurde sie Vorstandsvorsitzende der Matthiessen-Hegeler Zinc Company, nachdem ihr Vater sich vorwiegend auf seine Tätigkeit als Verleger konzentrierte und ihre Brüder Julius und Herman die Firma heimlich verkaufen wollten.
Nach dem Tod ihres Mannes im Jahr 1919 übernahm sie die Herausgabe von The Open Court und The Monist. Sie publizierte die Schriftenreihe Carus Lectures und in Zusammenarbeit mit der Mathematical Association of America die Reihe The Carus mathematical monographs.
Mary Hegeler Carus starb nach kurzer Krankheit am 27. Juni 1936.
Die TU Bergakademie Freiberg vergibt seit 2012 das Mary-Hegeler-Stipendium, das junge Wissenschaftlerinnen in der Habilitation bzw. in der Post-Doc-Phase fördert.